# Brandon Stephens
Brandon Stephens (Plano, 29 settembre 1997) è un giocatore di football americano statunitense che milita nel ruolo di cornerback per i Baltimore Ravens della National Football League (NFL).

## Carriera

### Baltimore Ravens
Stephens al college giocò a football a UCLA e SMU. Fu scelto nel corso del terzo giro (104º assoluto) nel Draft NFL 2021 dai Baltimore Ravens. Debuttò come professionista nella gara del primo turno contro i Las Vegas Raiders mettendo a segno 2 tackle. La sua stagione da rookie si concluse con 75 placcaggi e 4 passaggi deviati disputando tutte le 17 partite, 11 delle quali come titolare. 